# 貢彭格拉本河 (萊希河支流)
47°52′28″N 10°55′32″E / 47.87451°N 10.92569°E
貢彭格拉本河是德國的河流，位於該國東南部，由巴伐利亞負責管轄，屬於萊希河的右支流，河道全長1公里，河口處在金紹東南面0.9公里。